# Station Ely
Ely is een spoorwegstation van National Rail in East Cambridgeshire in Engeland. Het station is eigendom van Network Rail en werd beheerd door Abellio Greater Anglia in de periode van 2011 tot 2016. Het station is geopend in 1845.

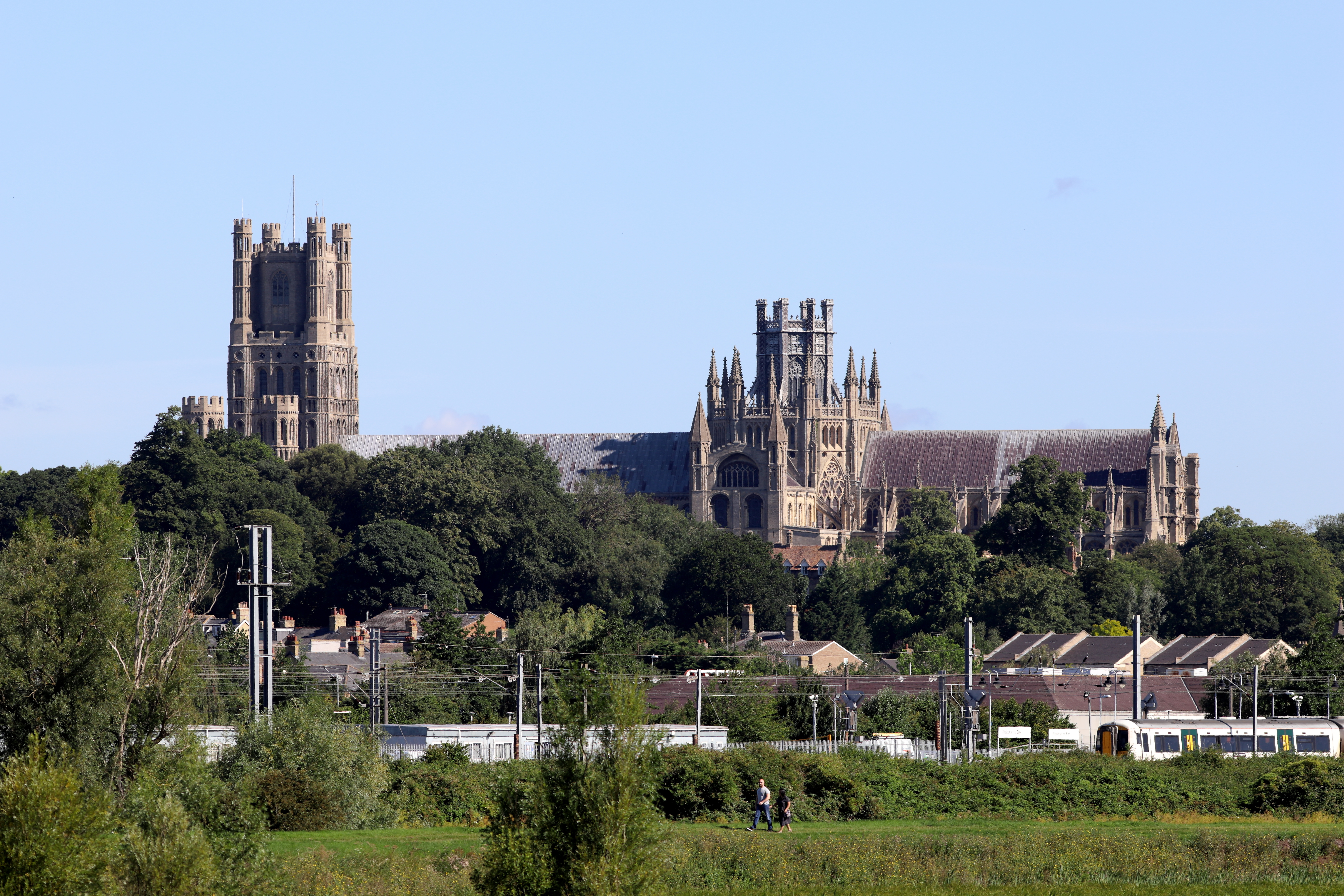
Gezicht op het station en de kathedraal
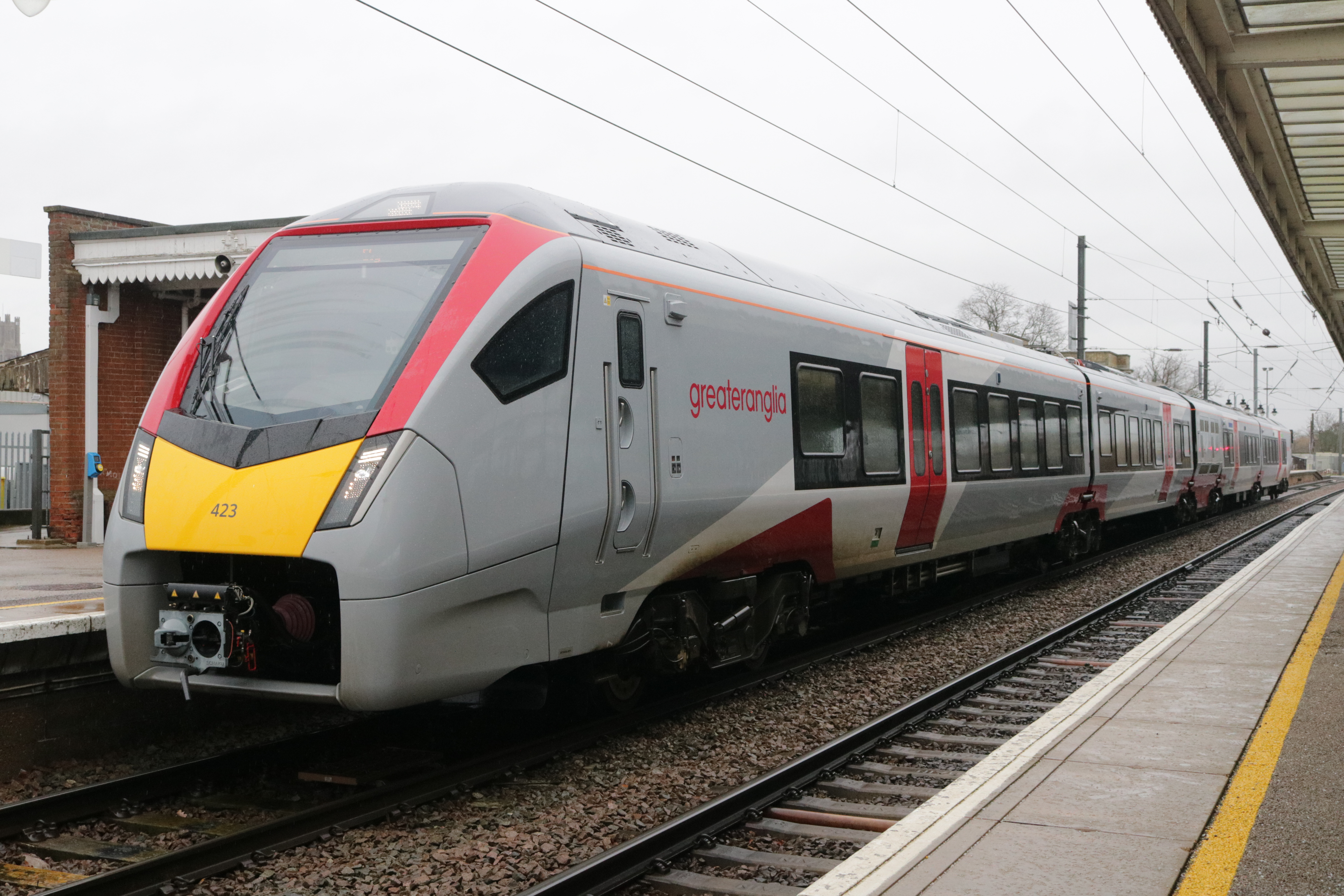
Trein van Greater Anglia in het station